# Астахов, Евгений Евгеньевич
Евгений Евгеньевич Астахов (25 июня 1925, Батуми, Грузинская ССР — 3 марта 2013) — русский и советский прозаик, журналист, публицист, сценарист, драматург, редактор.

## Биография
Участник Великой Отечественной войны с весны 1943 года. Окончил Подольское артиллерийское училище и курсы Артиллерийской академии им. Ф. Дзержинского. Служил в управлении командующего артиллерией Красной армии, в штабе 10-го артиллерийского корпуса прорыва резерва Главного Командования. На фронте был тяжело ранен. Демобилизован в 1946 году по инвалидности в звании лейтенанта.
Окончил строительный факультет Грузинского политехнического института в Тбилиси. В 1952 году принял участие в возведении Куйбышевского гидроузла в Жигулях, инженер-проектировщик. Позже занимался общественной, преподавательской и научной деятельностью в Ставрополе-на-Волге (ныне Тольятти). С 1962 года жил и работал в Куйбышеве.
В 1962—1966 годах — главный редактор Куйбышевского телевидения.
В 1967 году окончил Высшие литературные курсы Союза писателей СССР. Продолжал активно работать для телевидения и кино, как сценарист и режиссёр.
Избирался делегатом Всесоюзного и Всероссийских съездов писателей.
С 1991 года был творческим руководителем культурно-благотворительного проекта «Самарское Слово».
Член Союза писателей СССР с 1964 года и Союза журналистов СССР.

## Творчество
Дебютировал в 1955 году. Первый его рассказ был опубликован в газете «Волжский комсомолец». Затем из двух десятков таких публикаций была собрана первая книга. Автор более сорока книг (романы, повести, художественная публицистика). По его инициативе с 2000 года выпускаются книги серии «Жизнь замечательных земляков». К их числу принадлежат и вышедшие в свет романтизированные хроники «Борис» (2007) и «Семь цветов жизни» (2008). Печатался также под псевдонимом Евгений Греков.
По пьесам Е. Астахова Всесоюзным Домом звукозаписи поставлен ряд спектаклей, на Всесоюзном радио он регулярно выступал в передачах программы «Писатель у микрофона».

## Избранные произведения

### Романы
- 1961 — Друзей найдёшь в пути
- 1964 — Последнего года не будет
- 1968 — Не славы ради…
- 1972 — Нарушение правил
- 1975 — Дорога к дальнему бою
- 1976 — Путь к дальней вершине
- 1981 — Наш старый добрый двор
- 1986 — Девять кругов
- 1989 — Жизнь прожить: Историческое повествование. 2 т. 5 частей
- 2000 — Пора эдельвейсов (в соавторстве с И. Рудневым)
- 2001 — Розовый конь
- 2005 — Река времён

### Повести
- 1966 — Рукопись в кожаном переплёте
- 1969 — Ботфорты капитана Штормштиля
- 1974 — Апсны — страна души («Ботфорты…» и «Апсны» образуют дилогию «Зеленый луч»)
- 1979 — Я вернусь, когда растает снег

### Сборники рассказов
- 1958 — Близ большого города
- Избранная проза. В 6 т. — Самарский Дом печати и Издательский Дом «Фёдоров», 1992—2001;

### Публицистика
- 1979 — Повесть о друге
- 1979 — Право на биографию
- 1981 — Три шага в будущее
- 1982 — Повесть о втором доме
- 1983 — Тольятти — город на Волге

## Награды
- орден Отечественной войны 1-й степени[1]
- 16 медалей СССР
- Лауреат ряда областных, Российских и Всесоюзных литературных премий.
- По решению экспертного совета Издательского Дома БОСС-ПРЕСС Евгений Астахов в 2003 году назван «Звездой Самарской губернии» в номинации «Писатель».